# Joseph Charles
Joseph William Charles (Boonville, 9 febbraio 1868 – St. Louis, 10 febbraio 1950) è stato un tennista statunitense.
Disputò i tornei di singolare e doppio di tennis ai Giochi olimpici di Saint Louis 1904. Nel torneo singolare fu sconfitto ai sedicesimi mentre nel torneo di doppio, assieme a Nathan Smith, fu sconfitto agli ottavi.